# Razdolni (Kamtxatka)
|  | Per a altres significats, vegeu «Razdolni». |

Razdolni (en rus: Раздольный) és un poble (un possiólok) del krai de Kamtxatka, a Rússia, que el 2020 tenia 2.395 habitants. Pertany al districte de Iélizovo.